# 6876 Beppeforti
6876 Beppeforti (1994 RK1) là một tiểu hành tinh vành đai chính được phát hiện ngày 5 tháng 9 năm 1994 bởi Boattini, A., Tombelli, M. ở Cima Ekar.